# جمهورية زفتى (مسلسل)
جمهورية زفتى هو مسلسل مصري تم عرضه عام 1998. وهو تأليف يسري الجندي ومن إخراج إسماعيل عبد الحافظ. تم بث المسلسل لأول مرة في رمضان 1998.

## القصة
يدور مسلسل جمهورية زفتى حول أحداث حقيقية تاريخية في مصر لإعلان جمهورية زفتى، حيث أن مدينة زفتى وهي إحدى مراكز محافظة الغربية في مصر التي تعاني مثل مدن مصر من الاحتلال الإنجليزي ومن سطوة الاقطاعيين وبالتحديد (حشمت باشا) الذي يستولي علي محاصيلهم بابخس الاثمان ويستخدام القوة الباطشة بمعاونة الشرطة ضدهم. مما يدفع هذا الظلم الي تمرد أحد فلاحيها وهو (إبراهيم) ويصبح بطلا شعبيا وخارج عن القانون ويقوم حملة لاسترداد حقوقهم المنهوبة. ولكن خيانة أحد رجاله تتسبب في مقتله مما يولد لديهم مشاعر الحزن والغضب لدي سكان المدينة. يقوم أحد مثقفيها وهو يوسف الجندي بتحريض الناس علي الثورة وعدم السكوت. ثم تقوم ثورة 1919 في ربوع مصر وتنفجر مشاعر الثورة لدي سكان المدينة الذين يتحالفون مع قائد الشرطة واعيان ومثقفي المدينة الي التمرد واعلان استقلال زفتي كجمهورية ويتم اعلان يوسف الجندي كرئيس لها. مما يدفع القوات الإنجليزية الي إرسال وحدة القوات الأسترالية لأعادة السيطرة علي المدينة ولكن صمود رجال المدينة وقطع الطرق واقامة التحصينات ادت الي محاصرة المدينة وتطويقها. مما يدفع القائد الأسترالي الي التفاوض مع أهل المدينة والتي تم الاتفاق علي تسليم بعض سكان المدينة ورحيل القوات عنها والغاء الجمهورية واعادتها الي السلطنة المصرية. فيتم تسليم هؤلاء الاقطاعيين ومنهم حشمت باشا ونتهي الملحمة بانتصار المدينة والتي واكب أيضا انتصار ثورة 1919 وعودة سعد زغلول ورفاقه والغاء الحماية البريطانية علي مصر. واعتبرت جمهورية زفتى منذ ذلك اليوم أحد ايقونات النضال المصري في ثورة 1919 .

## بطولة
| - ممدوح عبد العليم: إبراهيم النعمان - صابرين: بدور - محمد منير - تيسير فهمي: نورهان بنت حشمت - حسن حسني: حشمت باشا - عبد الرحمن أبو زهرة: زقزوق أفندي - حمدي أحمد: سالم والد بدور - جمال إسماعيل: عم جاد - سيد عبد الكريم: بيومي أفندي السيد زوج وسيلة - سميرة محسن: وسيلة أخت زقزوق - سناء شافع - صبري عبد المنعم - محمد عبد الجواد: خضر | - أشرف زكي: شيخ علوش - رؤوف مصطفى - محي الدين عبد المحسن - المرسي أبو العباس: أحد القرويين - سيد صادق: الحاج شبراوي - كمال سليمان: منصور - قاسم الدالي: برعي القهوجي - رجاء سراج: جلنار هانم أم حشمت باشا - حمدي غيث: سعد زغلول - سعد أردش: أبو النجا - السيد راضي: الخواجة كرياكو يعقوب - كمال أبو رية: يوسف الجندي - محمود مسعود: عوض الجندي | - مصطفى متولي: القصري - فؤاد احمد: الشيخ نعمان - عبد العزيز مخيون: المأمور - ميمي جمال: ماريا - فاروق فلوكس: مستوكلي زوج ماريا - هادي الجيار: رؤوف طليق نورهان - مصطفى هاشم: والد يوسف الجندي - سعاد حسين: والدة يوسف الجندي - محمد الدفراوي - عبد الحفيظ التطاوي: عبد الودود - أحمد زكي: أحد الباشاوات - علاء مرسي: مسعد خادم كرياكو - ميرنا وليد: رانيا بنت حشمت | - محمد عبد الحافظ: صادق أبن بيومي - إيهاب شهاب: المخبر فرج - محمد ناجي - أحمد الشريف: عسكري - زين نصار: الذهبي - أحمد الطاهر: محمد أفندي - أحمد دياب - محمد الأدنداني - محمود زكي - محمد الأمبابي - ضياء عبد الخالق - علي حمدي | - صفوت صبحي - حمدي السخاوي - ثريا إبراهيم - محب كاسر - أشرف شحاتة - عبد الله حفني - نجاة فرج - هالة الزيني - حامد إبراهيم - خالد الجابري - يوسف العسال: مسيو فان مدرس الموسيقى - محمود عبد الغفار: جمعة جرسون |

## ردود الفعل
حاز المسلسل علي عدة جوائز منها جائزة أحسن تأليف في مهرجان القاهرة للأذاعة والتلفزيون الرابع عن مسلسل (جمهورية زفتى).
وايضا حاز إسماعيل عبد الحافظ علي جائزة أفضل مخرج.